# 王洛児
王 洛児（おう らくじ、生年不詳 - 413年）は、中国の北魏の軍人。本貫は京兆郡。

## 経歴
拓跋嗣が皇太子に立てられると、洛児はその給事・侍従を務めた。拓跋嗣が㶟南に狩猟に外出し氷結した川を渡ろうとしたところ、馬が氷にはまりこんだ事件が発生した際には、洛児は氷水に飛び込んで拓跋嗣を救出した。このとき洛児は凍死しかけたが、拓跋嗣が自ら衣服を脱いで洛児に与えている。この事件以降、洛児に対する拓跋嗣の恩寵は確実なものとなった。409年（天賜6年）、拓跋紹が道武帝を殺害する事件が発生した際、拓跋嗣の側近にいたのは洛児と車路頭のみであった。拓跋嗣が平城に帰還するにあたって、洛児は功績を挙げた。
拓跋嗣（明元帝）が即位すると、散騎常侍の位を受けた。後に新息公に封じられ、直意将軍の位を加増された。413年（永興5年）に死去すると、太尉・建平王の位を追贈された。

## 妻子

### 妻
- 周氏

### 子
- 王長成（後嗣）
- 王徳成（建城公、鎮遠将軍・散騎常侍）

## 伝記資料
- 『魏書』巻34 列伝第22
- 『北史』巻25 列伝第13